# Тихе (Донецький район)
Ти́хе — селище в Україні, Макіївської міської громади Донецького району Донецької області. Населення становить 20 осіб. Відстань до центру громади становить близько 29 км і проходить автошляхом місцевого значення.

## Назва
19 вересня 2024 року Верховна Рада підтримала перейменування селища Новомосковське на Тихе. 26 вересня 2024 року перейменування набуло чинності.

## Населення

### Мова
Розподіл населення за рідною мовою за даними перепису 2001 року:
| Мова       | Кількість | Відсоток |
| ---------- | --------- | -------- |
| російська  | 19        | 95%      |
| українська | 1         | 5%       |
| Усього     | 20        | 100%     |

За даними перепису 2001 року населення селища становило 20 осіб, із них 5 % зазначили рідною мову українську та 95 % — російську мову.